# Nevermind
Nevermind este al doilea album de studio a formației americane de grunge Nirvana, lansat pe data de 24 septembrie, 1991. 

## Lista pieselor de pe album[1]
Toate melodiile sunt scrise și compuse de Kurt Cobain, excepție unde sunt noțițe. 
| Nr.             | Titlu | Lungime |  |
| 1.              | „Smells Like Teen Spirit” (compozitori: Cobain, Krist Novoselic, Dave Grohl)                                    | 5:01    |  |
| 2.              | „In Bloom” | 4:14    |  |
| 3.              | „Come as You Are”                                                                                               | 3:39    |  |
| 4.              | „Breed” | 3:03    |  |
| 5.              | „Lithium” | 4:17    |  |
| 6.              | „Polly” | 2:57    |  |
| 7.              | „Territorial Pissings” (compozitori: Cobain, Chet Powers)                                                       | 2:22    |  |
| 8.              | „Drain You” | 3:43    |  |
| 9.              | „Lounge Act” | 2:36    |  |
| 10.             | „Stay Away” | 3:32    |  |
| 11.             | „On a Plain” | 3:16    |  |
| 12.             | „Something in the Way”                                                                                          | 3:52    |  |
| 13.             | „Endless, Nameless” (compozitori: Cobain, Novoselic, Grohl; only included on later pressings as a hidden track) | 6:44    |  |
| Lungime totală: | Lungime totală:                                                                                                 | 49:07   |  |